# Zakea Dolphin Mangoaela
Zakea Dolphin Mangoaela (Hohobeng, Cabo da Boa Esperança, fevereiro 1883 — 25 de outubro de 1963) foi um escritor e folclorista sul-africano.
Estudou em Lesotho, no Basutoland Training College.

## Obra
- Lithoko tsa Marena a Basotho, 1921
- Ar'a libatana le lenyamatsane
- Co-authored Grammar of the Sesuto language. Bantu studies Vol. III. (Johannesburg: University of Witwatersrand press, 1927).Referências

1. ↑  «Z. D. Mangoaela | South African folklorist and poet». Encyclopedia Britannica (em inglês)